# 기타카와치정
기타카와치정 (기타카와치마치)(北川内町)은 후쿠오카현 야메군에 있던 정이다. 현재의 야메시의 일부에 해당한다.